# Megacyclops magnus
Megacyclops magnus – gatunek widłonoga z rodziny Cyclopidae. Opisał go w 1920 roku amerykański zoolog Charles Dwight Marsh, nadając mu nazwę Cyclops magnus.